# Evolution (singel Ayumi Hamasaki)
evolution – dwudziesty singel Ayumi Hamasaki. Ayumi sama skomponowała muzykę i napisała tekst do piosenki evolution. Hamasaki komponuje pod pseudonimem  CREA (jeden z jej psów tak się wabi). W Japonii płyta kosztowała ¥ 1 260 (wersja CD) i ¥ 1 575 (wersja DVD). W pierwszym tygodniu sprzedano 503 020 kopii, natomiast 955 250 kopii całościowo. Reżyserem teledysku do singla był Wataru Takeishi.

## Lista utworów

### CD
| Nr  | Tytuł                                         | Muzyka           | Aranżacja | Czas |
| --- | --------------------------------------------- | ---------------- | --------- | ---- |
| 1.  | "evolution (Original Mix)"                    | CREA             | HΛL       | 4:43 |
| 2.  | "evolution (Dub's Floor Remix Transport 004)" | CREA             |           | 7:38 |
| 3.  | "evolution (DJ REMO-CON REMIX)"               | CREA             |           | 8:44 |
| 4.  | "End of the World (Laugh & Peace MIX)"        | Yasuhiko Hoshino |           | 6:53 |
| 5.  | "evolution (BOOM BASS Ayumix)"                | CREA             |           | 4:05 |
| 6.  | "evolution (Oriental Hot SPA)"                | CREA             |           | 7:17 |
| 7.  | "SURREAL (nicely nice electron '00 remix)"    | CREA             |           | 5:02 |
| 8.  | "evolution (Huge terrestrial birth mix)"      | CREA             |           | 5:22 |
| 9.  | "evolution (LAW IS Q mix)"                    | CREA             |           | 7:32 |
| 10. | "evolution (Original Mix -Instrumental-)"     | CREA             |           | 4:40 |

## Single wideo
13 czerwca 2001 roku evolution został wydany jako trzeci album wideo na VHS i DVD przez wytwórnię Avex Trax.

### Lista utworów
DVD & VHS
| Nr | Tytuł                        | Muzyka | Aranżacja | Czas |
| -- | ---------------------------- | ------ | --------- | ---- |
| 1. | "evolution" (Video Clip)     | CREA   | HΛL       |      |
| 2. | "evolution" (TV-CM)          | CREA   |           |      |
| 3. | "evolution" (off shot flash) | CREA   |           |      |

## Wystąpienia na żywo
- 2 lutego 2001 – Music Station – "evolution"
- 3 lutego 2001 – CountDown TV – "evolution"
- 5 lutego 2001 – Hey!Hey!Hey! – "evolution"
- 6 października 2001 – Pop Jam – "evolution"
- 17 listopada 2001 – All Japan Request Awards
- 2 grudnia 2001 – Digital Dream Live – "evolution"
- 23 lutego 2007 – Music Station – "evolution"
- 24 lutego 2007 – Music Fair – "evolution"
- 23 grudnia 2008 – Happy Xmas Show!! – "evolution"